# Haltestelle Wien Unter-Döbling
Die Haltestelle Wien Unter-Döbling im 19. Wiener Gemeindebezirk Döbling war eine Haltestelle im Kreuzungsbereich Döblinger Hauptstraße / Hohe Warte / Barawitzkagasse / Ruthgasse / Nusswaldgasse. Trotz ihres Namens lag sie nicht in der Katastralgemeinde Unterdöbling, sondern östlich der Döblinger Hauptstraße und damit bereits in Heiligenstadt. Die in Tieflage errichtete Station am Streckenkilometer 8,415 der Vorortelinie verfügte über zwei Seitenbahnsteige, ihr betriebliches Kürzel lautete UD. 

## Geschichte
Im Zuge der Planung der Vorortelinie der Wiener Dampfstadtbahn entwarf der Architekt Otto Wagner für die Commission für Verkehrsanlagen in Wien auch das Aufnahmsgebäude der Haltestelle Unter-Döbling. Es wurde im Juni 1895 – als erstes Stationsgebäude der Stadtbahn überhaupt – baulich fertiggestellt. Die planmäßige Betriebsaufnahme folgte am 11. Mai 1898, zusammen mit den anderen Stationen der Strecke. Anfangs fuhr in diesem Bereich ausschließlich die Stadtbahn, die Straßenbahn zur Hohen Warte ging erst am 23. Dezember 1903 in Betrieb.
Mit der Einstellung des regulären Personenverkehrs auf der Vorortelinie am 11. Juli 1932 verlor auch diese Haltestelle ihren ursprünglichen Verwendungszweck und verfiel in den folgenden Jahrzehnten zusehends, das Aufnahmsgebäude wurde Mitte der 1950er Jahre abgerissen. Die weiterhin verkehrenden Bäderzüge fuhren hingegen in Unter-Döbling ohne Halt durch. Als die Vorortelinie schließlich 1987 als Teil der Wiener S-Bahn reaktiviert wurde, ging Unter-Döbling als einzige Zwischenstation der Strecke nicht wieder in Betrieb. Darüber hinaus ist sie heute die einzige für die Wiener Stadtbahn eingerichtete Station überhaupt, die nicht mehr existiert. Die Bedienung erfolgt ersatzweise durch die Straßenbahnlinie 37 sowie die Autobuslinien 10A und 39A, die hier die Haltestelle Barawitzkagasse einhalten. 

Otto Wagner`sche Entwurfsplanung des Aufnahmsgebäudes
In Unter-Döbling (UD) ausgegebener Fahrschein der damaligen Wiener Stadt- und Verbindungsbahn
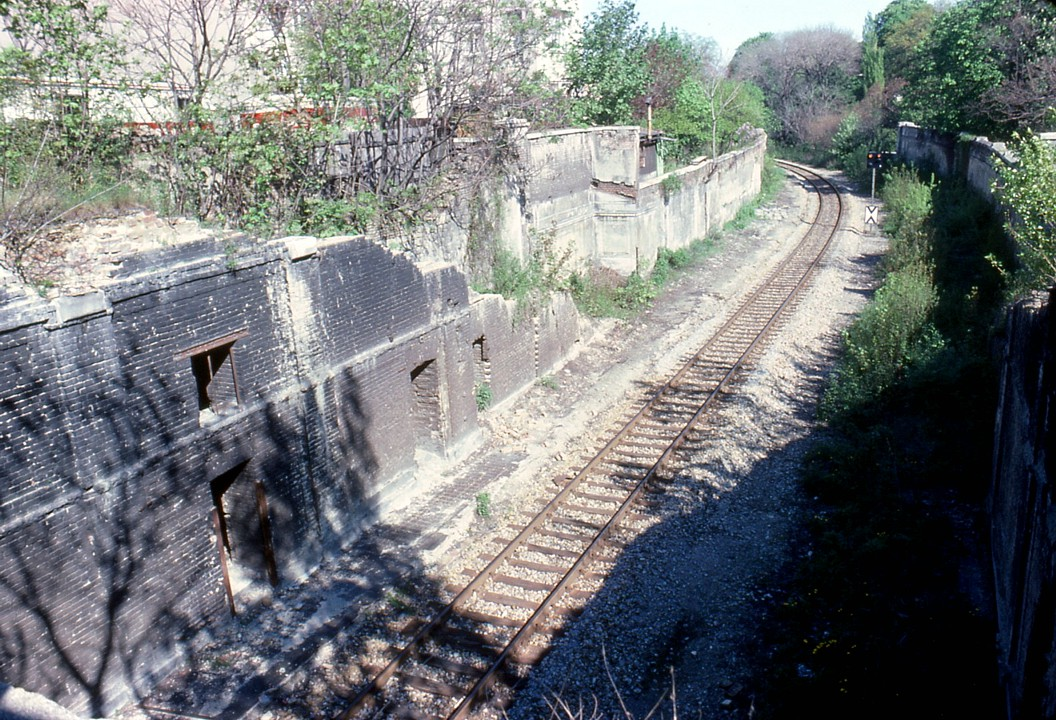
Der ehemalige Stationsbereich im Jahr 1979, am linken Bildrand der Treppenabgang zum Bahnsteig Richtung Heiligenstadt
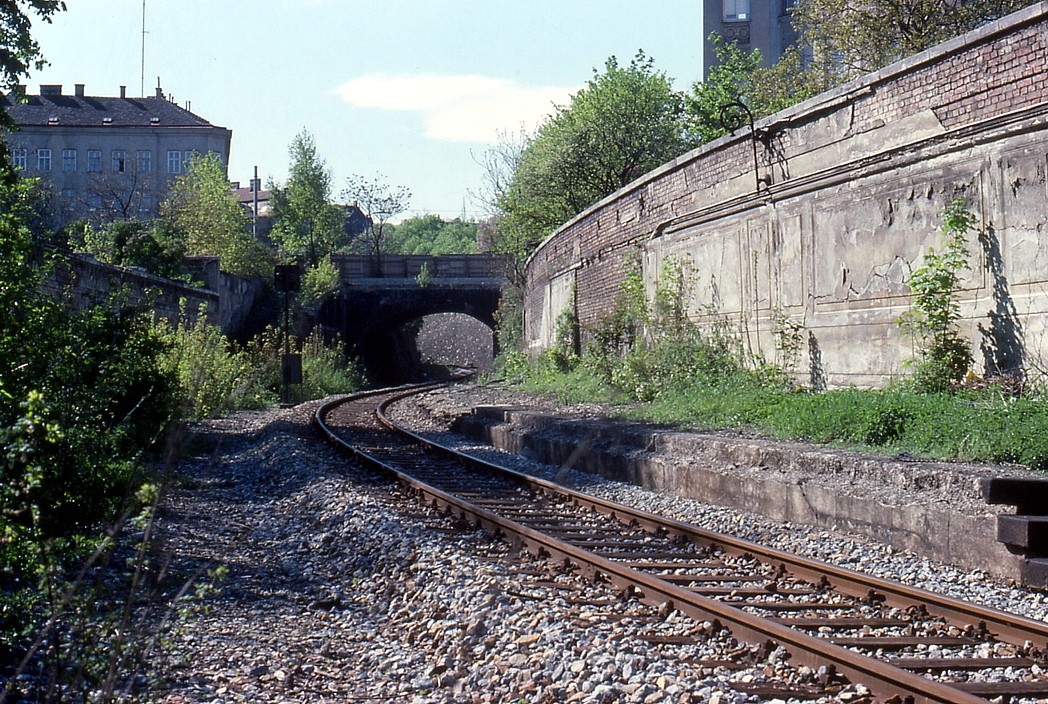
Vor der Revitalisierung waren noch Putz-/Stuckreste der ehemaligen Station zu erkennen
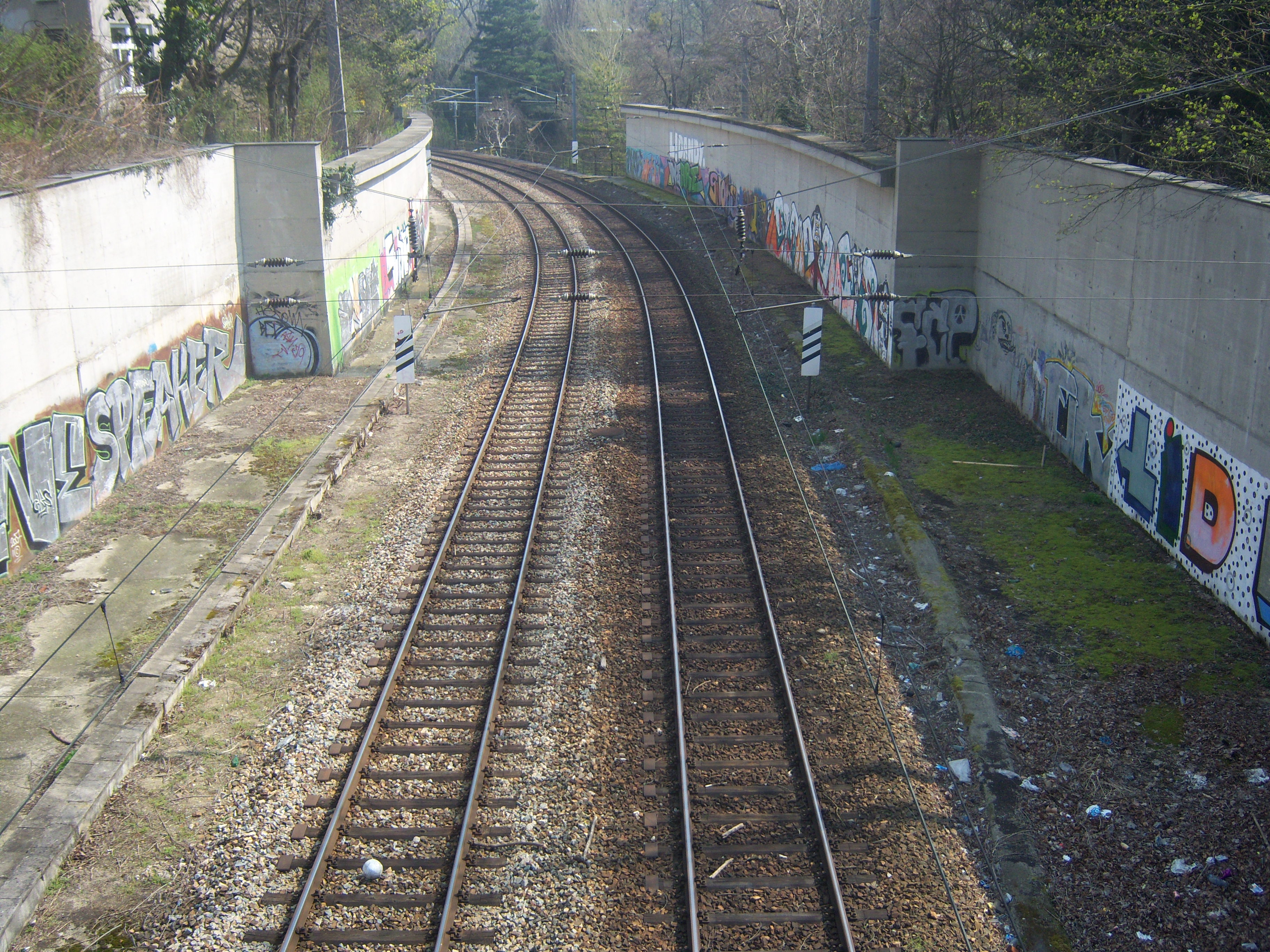
Der ehemalige Stationsbereich im Jahr 2009, zu erkennen sind nur mehr die Ausbuchtungen der ehemaligen Bahnsteige